# Каспар Улрих XI фон Регенщайн-Бланкенбург
Каспар Улрих XI фон Регенщайн-Бланкенбург (на немски: Kaspar Ulrich XI von Regenstein-Blankenburg; * 1534; † 16 декември 1575, Кведлинбург) е граф на Регенщайн и Бланкенбург в Харц.

## Произход
Той е най-малкият син на граф Улрих X фон Регенщайн-Бланкенбург 'Млади' (1499 – 1551) и втората му съпруга графиня Магдалена фон Щолберг (1511 – 1546), дъщеря на граф Бото фон Щолберг (1467 – 1538) и графиня Анна фон Епщайн-Кьонигщайн (1481 – 1538). Брат е на Бодо II (1531 – 1594) и полубрат на Ернст I фон Регенщайн-Бланкенбург (1528 – 1581).

## Фамилия
Каспар Улрих XI се жени на 5 октомври 1585 г. в Бланкенбург за Катарина Агата фон Путбус (* 1549; † 2 април/20 юли 1607), вдовица на Георг I фон Шьонбург-Глаухау (* 1529; † 13 септември 1585), дъщеря на господар Георг I фон Путбус (1519 – 1563) и Анна Катарина фон Хоенщайн (1502 – 1567). Те нямат деца.